# Pomnik Powstańców Śląskich

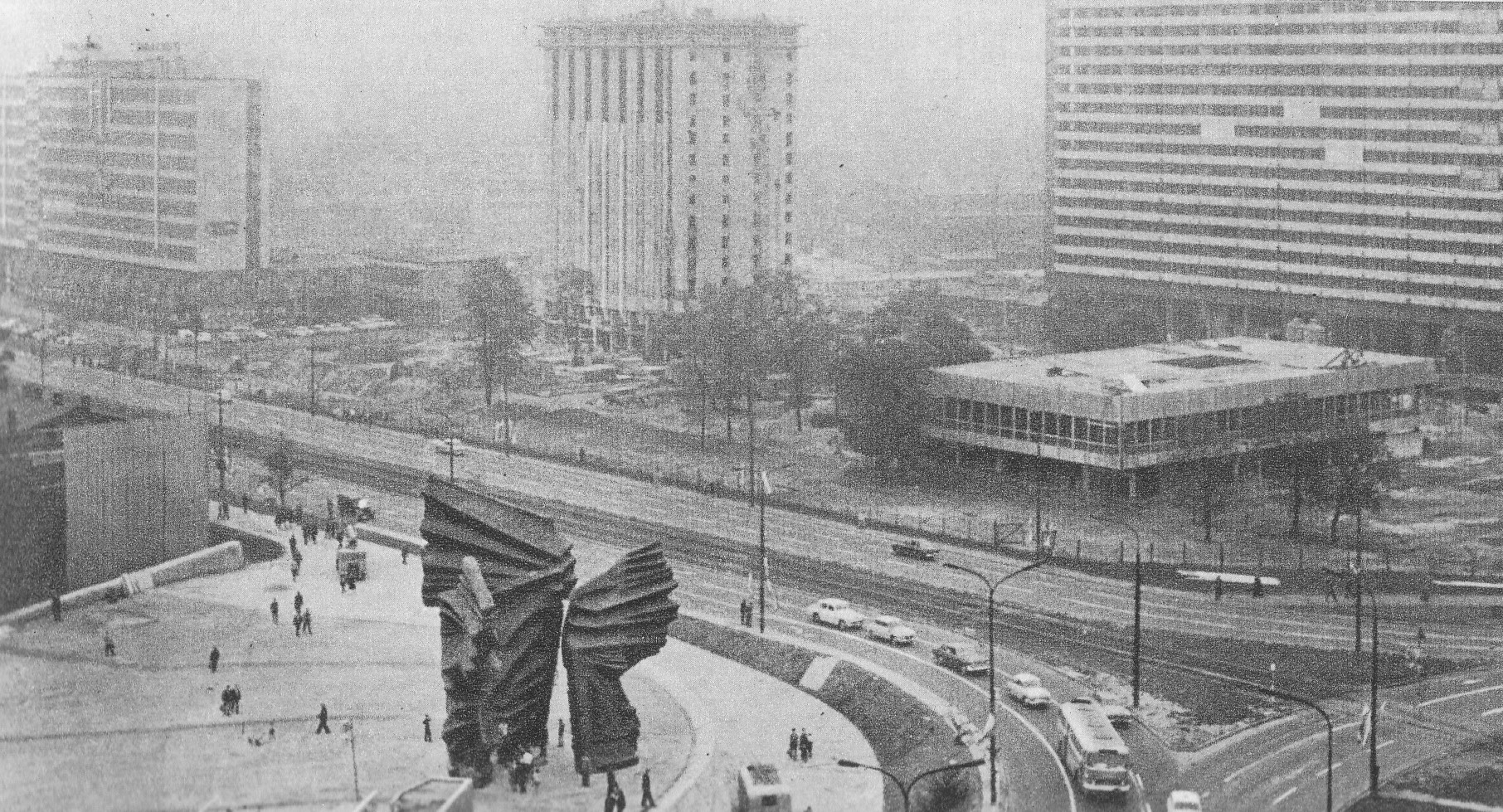
Monument in jego otoczenie w latach 60. XX wieku

Pomnik Powstańców Śląskich w Katowicach (śl. Dynkmal Ślůnskich Powstańcůw) – pomnik w Katowicach upamiętniający trzy wystąpienia zbrojne ludności śląskiej przeciwko władzom niemieckim, mające na celu wywalczenie przyłączenia Górnego Śląska do Polski.

## Lokalizacja
Znajduje się w pobliżu katowickiego ronda gen. Jerzego Ziętka przy alei Wojciecha Korfantego, w parku Powstańców Śląskich.

## Historia
Kamień węgielny pod budowę pomnika wmurowano 3 maja 1966, w czasie obchodów jubileuszu Tysiąclecia Państwa Polskiego. Pomnik odsłonięto 1 września 1967. Autorami projektu byli rzeźbiarz prof. Gustaw Zemła i architekt Wojciech Zabłocki. Pomnik został odlany w Gliwickich Zakładach Urządzeń Technicznych. Wybudowano go na miejscu cmentarza żołnierzy Armii Czerwonej, których mogiły ekshumowano i przeniesiono do parku Tadeusza Kościuszki.

## Opis
Pomnik ma formę trzech orlich skrzydeł symbolizujących trzy powstania śląskie z lat 1919–1921. Sfinansowanie budowy tak okazałego pomnika nastręczało problemów ze względu na wysoki koszt. Ówczesny wojewoda gen. Jerzy Ziętek z konsekwencją i cierpliwością zabiegał w stolicy o dofinansowanie tego przedsięwzięcia. Ostatecznie stanęło na tym, że został ufundowany przez społeczeństwo Warszawy (Stołeczny Fundusz Odbudowy Stolicy), jako dar dla społeczeństwa Górnego Śląska. Jest jednym z symboli Katowic.
Odlewy z brązu wykonały Gliwickie Zakłady Urządzeń Technicznych. Konstrukcja waży 60 ton. Teren wokół znicza i skrzydeł wyłożono granitem.
Pierwotnie na pionowej skarpie od strony katowickiego ronda widniały nazwy miejscowości – pól bitewnych. Następnie, podczas budowy Drogowej Trasy Średnicowej i przebudowy Ronda w latach 2004–2005, zostały skradzione. Ponownie nazwy miejscowości, głównie dzięki interwencjom mieszkańców, wróciły na skarpę w 2016.
Śląski Wojewódzki Konserwator Zabytków w Katowicach decyzją z 19 lutego 2024 wpisał do rejestru zabytków nieruchomych województwa śląskiego pod numerem A/1348/24 założenie pomnikowe Pomnika Powstańców Śląskich, na które składają się:
- Pomnik Powstańców Śląskich w formie odlanych z brązu trzech skrzydeł oraz usytuowanym u ich podstawy płaskim zniczem,
- sztucznie usypana skarpa, zakończona bastionowo, na której ustawiono trzy skrzydła, wraz z półkolistą ścianą bastionu od strony ronda im. gen. J. Ziętka oraz rozległym placem na skarpie, wyłożonym granitem, a także murkiem od strony południowej (z napisem „Warszawa Powstańcom Śląskim”).

## Park
Drzewostan przy pomniku jest pozostałością ogrodu znajdującego się przy Zamku Tiele-Wincklerów, istniejącego w miejscu dzisiejszego Hotelu Katowice i parku Powstańców Śląskich.

## Filatelistyka
Poczta Polska wyemitowała 21 lipca 1967 znaczek pocztowy przedstawiający pomnik Powstańców Śląskich o nominale 60 gr. Autorem projektu znaczka był Ryszard Dudzicki. Znaczek pozostawał w obiegu do 31 grudnia 1994.